# فوکویاما، هیروشیما
فوکویاما در استان هیروشیما در کشور ژاپن واقع شده است که دارای جمعیت ۴۶۱٬۳۶۸ نفر و مساحت ۵۱۸٫۰۷ کیلومتر مربع با تراکم جمعیت 891 نفر در کیلومترمربع است و در تاریخ ۱ ژوئیه ۱۹۱۶ به عنوان شهر شناخته شد.